# 綾錦久五郎
綾錦 久五郎（あやにしき ひさごろう、1911年12月8日 - 2003年2月24日）は、石川県羽咋郡志賀町出身で湊川部屋（入門時は振分部屋）に所属した大相撲力士。本名は土田 久二（つちだ ひさじ）。現役時代の体格は身長176cm、体重82kg。最高位は西前頭11枚目（1938年5月場所）。得意手は左四つ、下手投げ、捻り、足癖。

## 経歴
1928年10月場所にから初土俵を踏む。入門時は振分部屋に一時期預けられ、部屋の再興のときに湊川部屋に移籍した。1934年5月場所に十両昇進。十両は3場所で通過し、1936年1月場所に新入幕。幕内を3場所務めたが、勝ち越した場所は1場所のみに留まった。十両に陥落して2勝13敗と大敗した1939年5月場所に27歳で廃業。廃業後は自営業を営んだ後、1955年から1991年頃まで佐渡ヶ嶽部屋でコーチ役として後進を指導していた。

## 略歴
- 1928年10月場所 振分部屋（元関脇・浪ノ音健藏）から初土俵を踏む。
- 1929年3月場所 綾錦由之丞の湊川親方の部屋再興に伴い移籍。
- 1934年5月場所 新十両。
- 1936年1月場所 新入幕。
- 1939年5月場所 廃業。

## 主な成績
- 幕内成績：14勝23敗　勝率.378
- 幕内在位：3場所
- 各段優勝
  - 十両優勝：1回（1935年5月場所）

## 幕内対戦成績
| 力士名 | 勝数 | 負数 | 力士名 | 勝数 | 負数 | 力士名   | 勝数 | 負数 | 力士名   | 勝数 | 負数 |
| ------ | ---- | ---- | ------ | ---- | ---- | -------- | ---- | ---- | -------- | ---- | ---- |
| 青葉山 | 0    | 1    | 綾川   | 0    | 1    | 綾若     | 0    | 1    | 五ツ嶋   | 0    | 1    |
| 射水川 | 0    | 1    | 大八洲 | 0    | 1    | 海光山   | 0    | 1    | 九州山   | 0    | 2    |
| 錦華山 | 2    | 0    | 小嶋川 | 0    | 1    | 駒ノ里   | 2    | 0    | 鯱ノ里   | 0    | 1    |
| 高登   | 1    | 0    | 太刀若 | 1    | 0    | 楯甲     | 1    | 1    | 伊達ノ花 | 1    | 0    |
| 筑波嶺 | 1    | 0    | 鶴ヶ嶺 | 0    | 1    | 出羽ノ花 | 0    | 1    | 出羽湊   | 0    | 1    |
| 幡瀬川 | 1    | 0    | 番神山 | 0    | 1    | 冨士ヶ嶽 | 2    | 0    | 防長山   | 1    | 1    |
| 三熊山 | 0    | 1    | 大和錦 | 0    | 1    | 龍王山   | 0    | 1    |          |      |      |

## 改名歴
- 能登錦 久二（のとにしき ひさじ）1928年10月場所 - 1934年9月場所
- 綾錦 久二（あやにしき -）1935年1月場所 - 1937年5月場所
- 綾錦 久五郎（- ひさごろう）1938年1月場所 - 1939年5月場所